# Gyula Zsengellér
Gyula Zsengellér  (Cegléd, Hungría, 27 de diciembre de 1915-Nicosia, 29 de marzo de 1999) fue un futbolista húngaro que jugaba de delantero. Leyenda del Újpest FC, es famoso sobre todo por su participación en la clasificación de la selección nacional húngara para la final de la Copa del Mundo de 1938. Fue el segundo máximo goleador del torneo, por detrás del brasileño Leónidas. 
En la Liga húngara de fútbol disputó un total de 323 partidos y anotó 387 goles entre 1935 y 1947, por lo que es el tercer máximo goleador de todos los tiempos. Fue cinco veces el máximo goleador de la competición en 1938, 1939, 1943, 1944 y 1945. Fue Bota de Oro de Europa en 1939 y 1945 al anotar 56 y 46 goles respectivamente. En 1947 firma por el AS Roma, acabando su carrera en el Ancona en 1949-50 y en el club colombiano Deportivo Samarios (hoy en día Unión Magdalena) en 1952.
Con la Selección de fútbol de Hungría debutó en 1936. Fue 39 veces internacional marcando 32 goles hasta fines de 1947. Participó en la Copa del Mundo de 1938, donde fue el segundo máximo goleador del campeonato después del brasileño Leonidas. La IFFHS reconoce a Zsengellér como el séptimo máximo goleador mundial de las ligas de primera división de todos los tiempos. Falleció en Nicosia el 29 de marzo de 1999.

## Trayectoria
| Equipo             | Temporadas | Partidos | Goles | Promedio |
| ------------------ | ---------- | -------- | ----- | -------- |
| Salgótarján TC     | 1933-1936  | 24       | 19    | 0.79     |
| Újpest FC          | 1936-1948  | 301      | 368   | 1.12     |
| AS Roma            | 1948-1949  | 34       | 6     | 0.18     |
| AC Ancona          | 1949-1950  | 30       | 18    | 0.60     |
| Deportivo Samarios | 1951-1953  | 37       | 23    | 0.62     |
| Selección Húngara  | 1936-1947  | 39       | 32    | 0.82     |
| TOTAL              | 1933-1953  | 465      | 466   | 1,02     |